# Big Boys Gone Bananas!*
Big Boys Gone Bananas!* är en svensk dokumentärfilm från 2011, regisserad av Fredrik Gertten. Filmen handlar om Doles stämning av Gerttens filmbolag efter filmen Bananas!*.